# 이다비루주

이다비루 주의 위치

이다비루주(에스토니아어: Ida-Viru maakond) 또는 동비루주는 에스토니아 북동부에 위치한 주로 주도는 여흐비이며 면적은 3,364km2, 인구는 168,656명(2010년 기준), 인구 밀도는 50명/km2, ISO 3166-2 코드는 EE-44이다. 북쪽으로는 핀란드만, 서쪽으로는 래네비루 주, 남동쪽으로는 여게바 주, 남쪽으로는 페이푸스호와 접하고 있고 동쪽으로는 러시아와 국경을 접한다.

주기
주 문장

## 하위 행정 구역

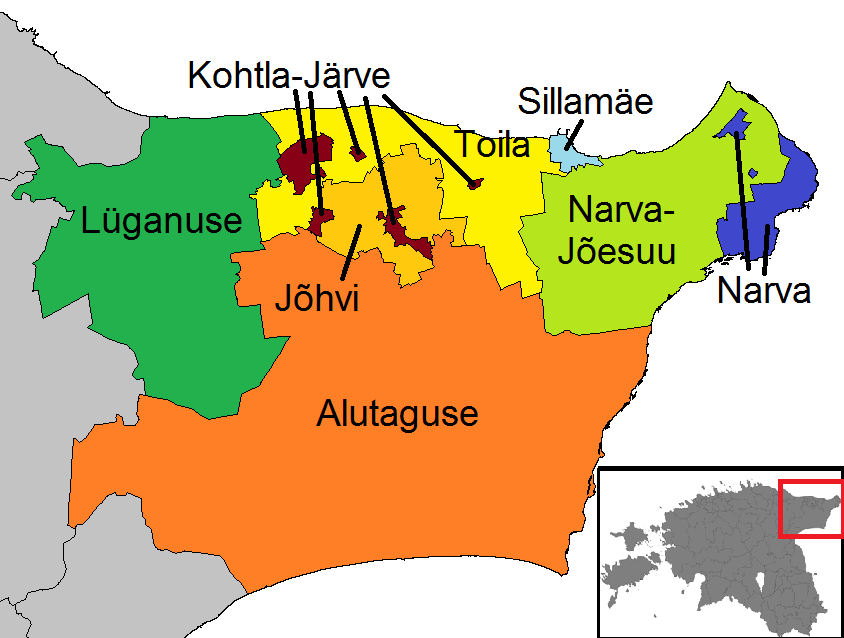
이다비루 주의 하위 행정 구역

이다비루 주는 8개 지방 자치체를 관할하는데 4개 시, 4개 군으로 나뉜다.
- 알루타구세군
- 여흐비군
- 코흐틀라얘르베시
- 뤼가누세군
- 나르바시
- 나르바여에수시
- 실라메시
- 토일라군